# Biesles
Biesles és un municipi francès situat al departament de l'Alt Marne i a la regió del Gran Est. L'any 2007 tenia 1.422 habitants.

## Demografia

### Població
El 2007 la població de fet de Biesles era de 1.422 persones. Hi havia 580 famílies de les quals 160 eren unipersonals (100 homes vivint sols i 60 dones vivint soles), 176 parelles sense fills, 192 parelles amb fills i 52 famílies monoparentals amb fills.
La població ha evolucionat segons el següent gràfic:
Habitants censats

### Habitatges
El 2007 hi havia 682 habitatges, 590 eren l'habitatge principal de la família, 38 eren segones residències i 54 estaven desocupats. 623 eren cases i 59 eren apartaments. Dels 590 habitatges principals, 449 estaven ocupats pels seus propietaris, 129 estaven llogats i ocupats pels llogaters i 12 estaven cedits a títol gratuït; 4 tenien una cambra, 33 en tenien dues, 96 en tenien tres, 178 en tenien quatre i 279 en tenien cinc o més. 427 habitatges disposaven pel capbaix d'una plaça de pàrquing. A 270 habitatges hi havia un automòbil i a 235 n'hi havia dos o més.

### Piràmide de població
La piràmide de població per edats i sexe el 2009 era:
| Homes | Edats   | Dones |
| ----- | ------- | ----- |
| 0     | 95 o +  | 1     |
| 1     | 90 a 94 | 7     |
| 5     | 85 a 89 | 14    |
| 7     | 80 a 84 | 6     |
| 21    | 75 a 79 | 31    |
| 22    | 70 a 74 | 62    |
| 47    | 65 a 69 | 38    |
| 32    | 60 a 64 | 29    |
| 37    | 55 a 59 | 40    |
| 61    | 50 a 54 | 46    |
| 69    | 45 a 49 | 50    |
| 53    | 40 a 44 | 82    |
| 45    | 35 a 39 | 52    |
| 46    | 30 a 34 | 52    |
| 39    | 25 a 29 | 37    |
| 63    | 20 a 24 | 31    |
| 64    | 15 a 19 | 59    |
| 44    | 10 a 14 | 64    |
| 39    | 5 a 9   | 31    |
| 35    | 0 a 4   | 40    |

## Economia
El 2007 la població en edat de treballar era de 891 persones, 673 eren actives i 218 eren inactives. De les 673 persones actives 616 estaven ocupades (339 homes i 277 dones) i 57 estaven aturades (23 homes i 34 dones). De les 218 persones inactives 90 estaven jubilades, 71 estaven estudiant i 57 estaven classificades com a «altres inactius».

### Ingressos
El 2009 a Biesles hi havia 579 unitats fiscals que integraven 1.414 persones, la mediana anual d'ingressos fiscals per persona era de 16.477 €.

### Activitats econòmiques
Dels 49 establiments que hi havia el 2007, 1 era d'una empresa extractiva, 3 d'empreses alimentàries, 1 d'una empresa de fabricació de material elèctric, 12 d'empreses de fabricació d'altres productes industrials, 4 d'empreses de construcció, 10 d'empreses de comerç i reparació d'automòbils, 2 d'empreses de transport, 2 d'empreses d'hostatgeria i restauració, 5 d'empreses financeres, 2 d'empreses de serveis, 3 d'entitats de l'administració pública i 4 d'empreses classificades com a «altres activitats de serveis».
Dels 13 establiments de servei als particulars que hi havia el 2009, 1 era una oficina de correu, 2 oficines bancàries, 1 taller de reparació d'automòbils i de material agrícola, 2 paletes, 1 fusteria, 1 electricista, 2 perruqueries, 2 restaurants i 1 tintoreria.
Dels 4 establiments comercials que hi havia el 2009, 1 era una botiga de més de 120 m², 1 una botiga de menys de 120 m², 1 una llibreria i 1 una sabateria.
L'any 2000 a Biesles hi havia 7 explotacions agrícoles.

## Equipaments sanitaris i escolars
L'únic equipament sanitari que hi havia el 2009 era una farmàcia.
El 2009 hi havia una escola elemental.

## Poblacions més properes
El següent diagrama mostra les poblacions més properes.